# Virginia Thrasher
Virginia Thrasher (Springfield, 28 febbraio 1997) è una tiratrice a segno statunitense, vincitrice di una medaglia d'oro ai Giochi olimpici di Rio de Janeiro 2016.

## Palmarès
- Giochi olimpici

Rio de Janeiro 2016: oro nella Carabina 10 metri aria compressa